# 飛島温泉
飛島温泉（とびしまおんせん）は、愛知県海部郡飛島村にある温泉。

## 概要
かつては日帰り入浴施設として飛島温泉コーワレジャーランド（含重曹硫化水素泉・源泉温度55℃）が存在していたが、2004年（平成16年）4月に廃業した。現在は村営の飛島村ふれあい温泉のみが営業しているが、元々は村民専用施設だったこともあって規模は小さい。

## 所在地
- 飛島村ふれあい温泉
  - 愛知県海部郡飛島村竹之郷五丁目43番地「飛島村ふれあいの郷」内北緯35度4分42.1秒 東経136度48分9.7秒 / 北緯35.078361度 東経136.802694度座標: 北緯35度4分42.1秒 東経136度48分9.7秒 / 北緯35.078361度 東経136.802694度

## 泉質
- 単純温泉（低張性弱アルカリ性高温泉）
  - 源泉温度46.8℃

## 利用案内
- 営業時間
  - 月曜日から金曜日 - 午後5時45分から午後9時まで
  - 土・日・祝日、12月28日〜1月4日 - 午前10時から午後9時まで
- 休業日
  - 毎月第2木曜日、温泉設備の点検日（不定期）
- 使用料（入湯税含む）
  - 大人 500円、12歳未満 250円、3歳以下無料

## 交通アクセス
- 自家用車：国道23号（名四国道）飛島農免西交差点を北進。最初の十字路を左折して約150m。